# Finale KNVB Beker 2022 (mannen)
De finale van de KNVB Beker 2021/22 werd op 17 april 2022 gespeeld tussen PSV en Ajax in De Kuip te Rotterdam. Danny Makkelie werd aangesteld als de scheidsrechter voor de bekerfinale, nadat hij eerder de KNVB Bekerfinale van 2017 leidde. Gravenberch zette Ajax op een voorsprong, maar PSV won voor de tiende keer in de clubgeschiedenis de KNVB Beker door doelpunten van Gutiérrez en Gakpo vlak na de rust en kwalificeerde zich zodoende voor de Johan Cruijff Schaal 2022.

## Voorgeschiedenis
PSV stond zeventien keer eerder in een finale, waarvan er negen gewonnen werden. De laatste bekerfinale waarin PSV speelde voorafgaand aan de finale van 2022 was de editie van 2013, waarin AZ met 3–1 zegevierde. De laatste keer dat PSV de eindstrijd won was in 2012, toen Heracles Almelo met 3–0 verslagen werd. Ajax stond voor een 27ste maal in de finale van de KNVB Beker en won de trofee 20 keer eerder. Ajax was de titelhouder, doordat de club in de eindstrijd van 2021 met 2–1 won van Vitesse.
Drie keer eerder werd de eindstrijd van de KNVB Beker gespeeld tussen PSV en Ajax, alle keren gewonnen door Ajax: in 2006 met 2–1, in 1998 met 5–0 en in 1970 met 2–0.
Gedurende het seizoen 2021/22 troffen beide teams elkaar drie keer eerder. PSV won de strijd om de Johan Cruijff Schaal 2021 met 4–0. In de Eredivisie 2021/22 won Ajax thuis met 5–0 en uit met 2–1.
Roger Schmidt trainde nooit eerder een team in de finale van de KNVB Beker. Wel won hij in 2014 met Red Bull Salzburg de finale van de Oostenrijkse beker met 4–2 van Sankt Pölten en in 2018 met Beijing Guoan de finale van de beker van China op uitdoelpunten van Shandong Taishan. Erik ten Hag stond voor een vierde keer langs de zijlijn bij een KNVB Bekerfinale. In 2016 verloor hij met FC Utrecht met 2–1 van Feyenoord, in 2019 won hij met Ajax met 4–0 van Willem II en in 2021 won hij, opnieuw met Ajax, met 2–1 van Vitesse.

## Weg naar de finale
| PSV                                                         | Route naar de finale | Ajax                                                                |
| bye                                                         | Eerste ronde         | bye                                                                 |
| PSV 2 – 0 Fortuna Sittard Philips Stadion, 15 december 2021 | Tweede ronde         | Ajax 4 – 0 BVV Barendrecht Johan Cruijff ArenA, 15 december 2021    |
| PSV 2 – 1 Telstar Philips Stadion, 20 januari 2022          | Achtste finales      | Ajax 9 – 0 Excelsior Maassluis Johan Cruijff ArenA, 20 januari 2022 |
| PSV 4 – 0 NAC Breda Philips Stadion, 8 februari 2022        | Kwartfinales         | Ajax 5 – 0 Vitesse Johan Cruijff ArenA, 9 februari 2022             |
| Go Ahead Eagles 1 – 2 PSV De Adelaarshorst, 2 maart 2022    | Halve finales        | AZ 0 – 2 Ajax AFAS Stadion, 3 maart 2022                            |

Doordat PSV en Ajax beide in een Europese competitie actief waren, stroomden de clubs in de zestiende finales van het bekertoernooi in.
In de tweede ronde won PSV dankzij een doelpunt van Ritsu Doan in beide helften met 2–0 van eredivisionist Fortuna Sittard. PSV kwam in de achtste finales op een achterstand tegen eerste divisionist Telstar, maar doelpunten van Bruma en Joey Veerman keerde het duel om in een 2–1 zege voor PSV. In de kwartfinale tegen eerste divisionist NAC Breda rustte PSV met een 3–0 voorsprong na doelpunten van Noni Madueke en Mario Götze (x2). In de tweede helft kwam daar één doelpunt bij, de 4–0 van Cody Gakpo. De laatste horde op weg naar de finale voor PSV was eredivisionist Go Ahead Eagles. Iñigo Córdoba zette de thuisploeg op een voorsprong, maar vlak voor de rust maakte Eran Zahavi de gelijkmaker en kreeg Joris Kramer een rode kaart te zien. In de tweede helft verzorgde Veerman de winnende treffer.
Ajax won in de achtste finales met 4–0 van de amateurclub BVV Barendrecht met Kenneth Taylor, Danilo (x2) en Kristian Hlynsson als doelpuntenmakers. Ajax kwalificeerde zich vervolgens overtuigend voor de kwartfinales door de amateurclub Excelsior Maassluis met 9–0 te verslaan. Danilo scoorde vier keer en Mohamed Daramy twee keer. Ook Nicolás Tagliafico, Youri Regeer en Hlynsson vonden het net. Ajax won gemakkelijk van eredivisionist Vitesse in de kwartfinales: Antony, Sébastien Haller (beide x2) en Dušan Tadić scoorden bij een 5–0 zege. In een strijd om een finaleplaats trof Ajax AZ. Ajax bereikte zonder een treffer te incasseren de finale: Steven Berghuis scoorde in de beginfase van de wedstrijd namens Ajax, Davy Klaassen in de slotfase.

## Wedstrijd

### Details
|                             |                         |               |                 | |
| 17 april 2022 18:00 (UTC+2) | PSV                     | 2 – 1 (0 – 1) | Ajax            | Stadion: Stadion Feijenoord, Rotterdam Toeschouwers: 47.500 Scheidsrechter: Makkelie Assistenten: Steegstra Assistenten: De Vries Vierde official: Kooij Video-assistent: Higler AVAR: Zeinstra |
| 17 april 2022 18:00 (UTC+2) | Gutiérrez 48' Gakpo 50' | Verslag       | 23' Gravenberch | Stadion: Stadion Feijenoord, Rotterdam Toeschouwers: 47.500 Scheidsrechter: Makkelie Assistenten: Steegstra Assistenten: De Vries Vierde official: Kooij Video-assistent: Higler AVAR: Zeinstra |
| 17 april 2022 18:00 (UTC+2) |                         |               |                 | Stadion: Stadion Feijenoord, Rotterdam Toeschouwers: 47.500 Scheidsrechter: Makkelie Assistenten: Steegstra Assistenten: De Vries Vierde official: Kooij Video-assistent: Higler AVAR: Zeinstra |
| 17 april 2022 18:00 (UTC+2) |                         |               |                 | Stadion: Stadion Feijenoord, Rotterdam Toeschouwers: 47.500 Scheidsrechter: Makkelie Assistenten: Steegstra Assistenten: De Vries Vierde official: Kooij Video-assistent: Higler AVAR: Zeinstra |
|                             |                         |               |                 | |

| PSV | Ajax |

| DM             | 18 | Yvon Mvogo         |           |
| RA             | 17 | Mauro Júnior       |           |
| CV             | 03 | Jordan Teze        | 88'       |
| CV             | 05 | André Ramalho      |           |
| LA             | 31 | Philipp Max        | 63'       |
| CM             | 15 | Érick Gutiérrez    |           |
| CM             | 06 | Ibrahim Sangaré    |           |
| AM             | 27 | Mario Götze        | 90+3'     |
| RB             | 23 | Joey Veerman       | 69'       |
| SP             | 07 | Eran Zahavi        | 81'       |
| LB             | 11 | Cody Gakpo         | 69'       |
| Wisselspelers: |    |                    |           |
| DM             | 16 | Joël Drommel       |           |
| DM             | 21 | Maxime Delanghe    |           |
| VD             | 35 | Fredrik Oppegård   |           |
| MV             | 08 | Marco van Ginkel   | 90+2'     |
| MV             | 25 | Ritsu Doan         | 69'       |
| MV             | 37 | Richard Ledezma    |           |
| AV             | 09 | Carlos Vinícius    |           |
| AV             | 19 | Bruma              | 69'       |
| AV             | 20 | Maximiliano Romero |           |
| AV             | 32 | Yorbe Vertessen    | 81' 90+2' |
| Coach:         |    |                    |           |
| Roger Schmidt  |    |                    |           |

| DM             | 01 | Maarten Stekelenburg |     |
| RA             | 12 | Noussair Mazraoui    | 72' |
| CV             | 02 | Jurriën Timber       |     |
| CV             | 21 | Lisandro Martínez    | 18' |
| LA             | 17 | Daley Blind          |     |
| CM             | 06 | Davy Klaassen        | 86' |
| CM             | 04 | Edson Álvarez        | 72' |
| CM             | 08 | Ryan Gravenberch     | 81' |
| RB             | 23 | Steven Berghuis      | 86' |
| SP             | 18 | Brian Brobbey        |     |
| LB             | 10 | Dušan Tadić          |     |
| Wisselspelers: |    |                      |     |
| DM             | 16 | Jay Gorter           |     |
| DM             | 33 | Przemysław Tytoń     |     |
| VD             | 03 | Perr Schuurs         | 72' |
| VD             | 46 | Anass Salah-Eddine   |     |
| MV             | 20 | Mohammed Kudus       | 86' |
| MV             | 25 | Kenneth Taylor       |     |
| MV             | 27 | Mohamed Ihattaren    | 86' |
| MV             | 44 | Youri Regeer         |     |
| AV             | 09 | Danilo               |     |
| AV             | 22 | Sébastien Haller     | 72' |
| AV             | 30 | Mohamed Daramy       |     |
| Coach:         |    |                      |     |
| Erik ten Hag   |    |                      |     |

### Statistieken
|                    | PSV | Ajax |
| ------------------ | --- | ---- |
| Doelpunten         | 2   | 1    |
| Gele kaarten       | 3   | 2    |
| Rode kaarten       | 0   | 0    |
| Wissels            | 4   | 4    |
| Schoten op doel    | 5   | 2    |
| Schoten naast doel | 6   | 3    |
| Overtredingen      | 17  | 14   |
| Hoekschoppen       | 4   | 2    |
| Buitenspel         | 5   | 3    |
| Balbezit (%)       | 42  | 58   |